# Amadeu Antonio Kiowa
Amadeu Antonio Kiowa (Quimbele, Angola, em 12 de agosto de 1962 — Eberswalde, Alemanha, em 6 de dezembro de 1990) era um operário angolano que foi brutalmente assassinado num dos primeiros e mais notórios episódios de extremismo de direita após a reunificação alemã.
As decisões nos processos judiciais contra os perpetradores foram amplamente criticadas. Embora o tribunal tenha condenado os autores a um máximo de quatro anos de prisão por lesão corporal seguida de morte, parte da opinião pública e da mídia ainda classificam o ato como homicídio ou assassinato por motivações raciais e políticas. A Fundação Amadeu Antonio foi criada em sua memória em 1998.

## Biografia
Kiowa nasceu em 12 de agosto de 1962 em Quimbele, na província de Uíge, no norte de Angola. Ele era o mais velho dos doze filhos de sua mãe, Helena Alfonso. A 3 de agosto de 1987, Kiowa chegou à Alemanha Oriental com outros 103 trabalhadores angolanos. Esperava estudar engenharia aeronáutica, mas como muitos operários angolanos que se estabeleceram na Alemanha Oriental na época, profissionalizou-se como açougueiro no abatedouro EWG Eberswalder Wurst em Brandemburgo, onde conheceu a sua namorada.
A situação do casal, que esperava um filho em 1990, mudou abruptamente com a reunificação alemã. Nessa altura, muitos trabalhadores estrangeiros subcontratados perderam os seus empregos e a sua autorização de residência não era clara devido ao cancelamento dos contratos com os países de origem.

### Morte
Na noite de 24 de novembro de 1990, skinheads supremacistas de extrema-direita de diversas cidades se reuniram no apartamento de um neonazista em Eberswalde. Eles se juntaram a outros 50 jovens em uma boate para "aplaudir pretos", nas palavras de um dos réus no julgamento, se reunindo na verdade para provocar terror e levar o pânico contra imigrantes africanos. Na noite de 24 para 25 de novembro de 1990, o grupo encontrou Kiowa e dois homens moçambicanos. Kiowa foi brutalmente espancado por membros do grupo. Um dos criminosos saltou com os dois pés sobre a cabeça de Kiowa, que estava caído no chão. Kiowa sofreu ferimentos graves na cabeça. Ele nunca acordou do coma e morreu onze dias depois como resultado do ataque. Os dois moçambicanos que acompanhavam Kiowa, que também tinham sido atacados com facas pelo mesmo grupo de supremacistas, escaparam com ferimentos graves.
Durante o incidente, 20 policiais totalmente equipados permaneceram a uma curta distância, sem intervir. Três policiais armados que acompanhavam o grupo de skinheads supremacistas também não intervieram na ocorrência. Um dos policiais disse que havia chamado de volta seus dois colegas porque "queria evitar que eles entrassem em conflito com o grupo". Em 1994, o Tribunal Distrital de Francoforte do Óder rejeitou uma acusação contra os policiais por omissão que levou às lesões corporais seguidas de morte.

### Processo judicial contra os acusados
Foram instaurados processos contra seis dos criminosos. A Comissão Internacional de Juristas em Genebra enviou um observador, temendo que a vítima pudesse ser responsabilizada e os perpetradores pudessem ficar impunes. As sentenças foram proferidas apenas com base no testemunho de um cúmplice que inicialmente se escondeu, mas depois quebrou um acordo de confidencialidade entre os perpetradores.
Em 1992, o tribunal distrital de Francoforte do Óder condenou cinco dos menores a um máximo de quatro anos de prisão por lesões corporais seguida de morte, alguns com penas suspensas. Não foi possível provar quem executou os golpes fatais. Outros 21 participantes que enfrentaram acusações criminais não foram condenados.

### Críticas ao julgamento e à cobertura da imprensa
As sentenças foram recebidas com críticas da opinião pública. O Comissário de Imigração Brandemburgo, Almuth Berger, temia que tais julgamentos pudessem ser interpretados como "estímulo a ataques xenófobos". O Ministro da Justiça da Renânia-Palatinado, Peter Caesar, alertou que atos de violência contra cidadãos estrangeiros não são "delinquência juvenil".

Nesse sentido, a especialista em direito penal Monika Frommel classificou o acto em 1992:
Quando o angolano Antonio Amadeu foi morto por 'skins' em Eberswalde há cerca de dois anos, ficou claro que os protestos na Alemanha Oriental não eram apenas uma forma de disturbos juvenís. 
Ela expressou dúvidas sobre se a justiça estava realmente disposta a "julgar crimes de direita e de esquerda de acordo com os mesmos critérios, se possível" e descreveu o judiciário na Alemanha como um "judiciário político". Ela atestou diferenças nas sentenças para "crimes de direita e de esquerda" e, portanto, descreveu o sistema de justiça na Alemanha como "justiça política tal como foi praticada após a Primeira Guerra Mundial […]".
O ato foi classificado como assassinato comum em muitos meios de comunicação, incluindo Die Zeit, Der Spiegel, Die Tageszeitung, Berliner Zeitung, Norddeutschen Rundfunk e Netzeitung. Os veículos receberam severas críticas de Monika Frommel e da Comissão Internacional de Juristas, que classificaram o caso como assassinato por motivações raciais e políticas, enquanto que as associações cívicas "Coragem Contra a Violência da Direita", "Rede Contra os Nazistas" e a Fundação Amadeu Antonio classificaram como assassinato com motivações racistas.

## Memória

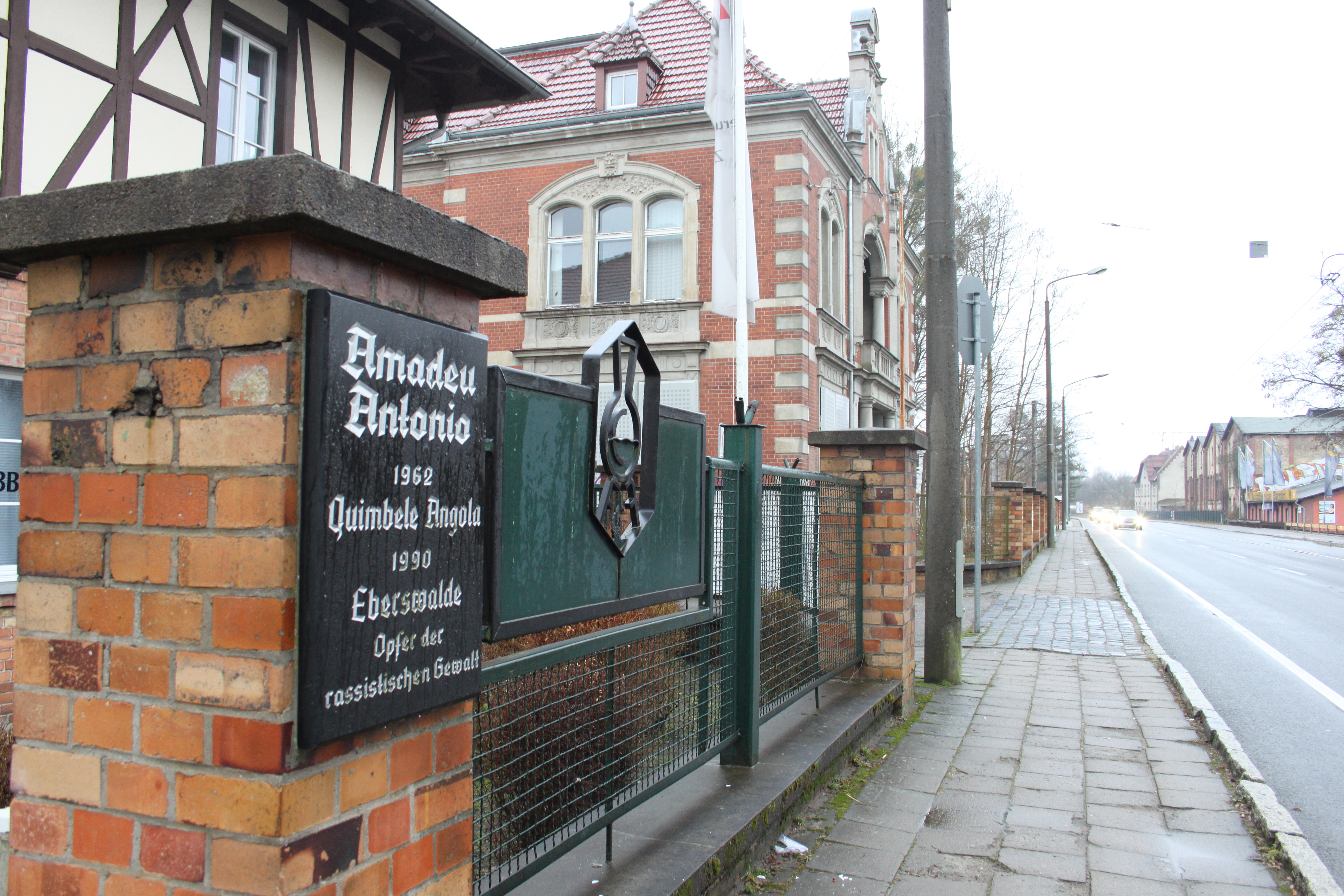
Uma placa memorial na Eberswalder Straße 24a homenageia Kiowa

Kiowa e sua morte foram rememorados de várias maneiras. A Fundação Amadeu Antonio, em homenagem a Kiowa, foi fundada em 1998 para educar e fortalecer a sociedade civil contra o problema cotidiano da extremismo de direita. Desde 2007, a iniciativa Barnimer Light me Amadeu organiza manifestações e atos contra a xenofobia e realiza eventos comemorativos do aniversário da sua morte. Uma placa em homenagem a Kiowa foi erguida na cena do crime. A associação cultural africana Palanca desenhou a exposição "História dos trabalhadores contratados angolanos em Eberswalde" (Geschichte der angolanischen Vertragarbeiter em Eberswalde), incluindo a referência a Kiowa.
Em 1990, o compositor Konstantin Wecker dedicou uma continuação de sua canção Willy a Kiowa, sob o título Willy II, na qual descreve o crime e denuncia a xenofobia.
No início de 2012, a iniciativa Light me Amadeu recolheu assinaturas de pessoas que pediam que a rua onde Kiowa foi morto fosse renomeada. A decisão de mudar o nome foi adiada diversas vezes pelos vereadores locais. Outra iniciativa propôs o nome de Kiowa ao centro de educação cívica e a criação de um prémio de compromisso cívico. Esta proposta foi aceita pela ampla maioria dos parlamentares do município de Eberswalde em novembro de 2012. O centro de educação cívica foi inaugurado em 9 de agosto de 2014.

## Vida pessoal
Sua companheira grávida, Gabriele Schimansky, deu à luz um filho a quem chamou de Amadeu. Em janeiro de 1991, o corpo de Kiowa foi transferido para Angola, onde foi sepultado no Cemitério de Sant'Ana, em Quilamba Quiaxi.
Gabriele e seu filho foram vítimas de novas hostilidades em Eberswalde. Entre outras coisas, seu carrinho de bebê foi pintado com suásticas nazistas e posteriormente destruído. Schimansky casou-se mais tarde com um homem brazavile-congolês, com quem teve mais três filhos. Ela adotou o sobrenome do marido, Mukendi. A família mudou-se para Berlim. Gabriele morreu em 2015; seu filho Amadeu-Antonio Schimansky morava em Eberswalde e jogava no clube de futebol local FV Preussen.
A mãe de Kiowa, Helena Alfonso, da etnia congo, vivia em Rocha Pinto. Em 2001, com o apoio de doadores, foi com um dos filhos à Alemanha para fazer um exame de sangue para esclarecer a paternidade de Kiowa e obter a pensão de indenização da vítima. Ela recebeu 3.600 marcos alemães em doações da Fundação Amadeu Antonio em Berlim, mas tiveram US$ 800 roubados na estação ferroviária de Friedrichstrasse. Os exames de sangue realizados foram inconclusivos. Uma equipe de televisão da ARD acompanhou a coleta de sangue e documentou o resultado.

## Representações na mídia
- 1993 : Filme Amadeu Antônio. Berlinale, Fórum de Cinema; Alemanha 1992, 50 minutos; Direção: Thomas Balzer; Distribuição: ZDF.[28]